# Karina Laval
Karina Laval est une femme cheffe pâtissière mauricienne.
Avec son conjoint le chef cuisinier mauricien Franco Bowanee, elle obtient une étoile au Guide Michelin en 2019 pour leur restaurant au château de Vault-de-Lugny, près d'Avallon, dont elle est la pâtissière. Cela fait d'elle une des rares femmes chefs étoilées en France.

## Parcours
Élève du chef mauricien Nizam Peero, à l’hôtel Labourdonnais, à Port-Louis, elle entre avec son conjoint à Vault de Lugny en 2008,,. 
Elle participe aux épreuves du concours du Meilleur ouvrier de France, option glaces, sorbets, crèmes glacées en 2017. « Elle aime travailler les produits du verger et les fleurs de saison, y ajoutant un peu d’exotisme de son pays créant ainsi de surprenants desserts. »
Le 22 janvier 2019, l'établissement se voit décerner une étoile par le guide Michelin.
En octobre 2023, elle reçoit le Trophée pâtissier du Gault et Millau 2023 pour la région Bourgogne-Franche-Comté,.